# Pablo Podestá (actor)
Cecilio Pablo Fernando Podestá (Montevideo, 22 de noviembre de 1875 - Buenos Aires, 26 de abril de 1923) fue un actor, cantor, escultor, acróbata y pintor argentino-uruguayo. Es considerado, junto con su hermano mayor Pepe, uno de los fundadores del circo criollo. Fue una de las mayores figuras del teatro argentino de su tiempo.

## Biografía
Hermano de José Podestá, Antonio Podestá y Gerónimo Podestá y tío de Blanca y María Podestá toda su familia marcó una época en los escenarios porteños.
Fue amigo personal de Carlos Gardel y esculpió en 1917 el busto de la niña Eva Franco cuando las representaciones de Con las alas rotas de Emilio Berisso.
En 1905 estrenó Barranca abajo de Florencio Sánchez, uno de sus grandes éxitos que repuso en 1911. Protagonizó obras de Martín Coronado, Ángel Guimerá, Enrique García Velloso y otros. Se lo recuerda por Muerte civil de Paolo Giacometti (1816-1882) donde fue comparado con el gran actor italiano Ermete Zacconi.
En 1908 se casó con la actriz Olinda Bozán, el matrimonio duró sólo un mes.
Participó en tres películas argentinas en blanco y negro, sin sonido, en 1913, 1915 y 1917. Hacia 1919 presentó síntomas de locura, lo que lo alejó de los escenarios.
Mentalmente inestable, telegrafió a un amigo en 1919 «Disuelve la compañía. Embarcate enseguida. Soy presidente de la República» antes de ser internado, víctima de la locura y la sífilis.
Es encerrado con «vigilante nocturno y papagayo» entre su última actuación en 1919 y su muerte en 1923.

## Filmografía
- Tierra baja (1913)
- Mariano Moreno y la revolución de Mayo (1915)
- El capataz Valderrama (1917)

## Honores
Su talento, su inmensa popularidad y las circunstancias de su retiro y muerte construyeron una leyenda, erigiendo a Pablo Podestá como el fundador mítico del Teatro Argentino.
La localidad argentina de Pablo Podestá debe su nombre al famoso artista.